# Sofiïvka (raïon de Horlivka)
Sofiïvka (ukrainien : Софіївка, russe : Софиевка) est une commune urbaine de l'oblast de Donetsk, en Ukraine, et dépendant du raïon de Horlivka et de la commune urbaine de Ienakiieve. Elle compte 9 565 habitants en 2021.

## Géographie
La commune se trouve sur un affluent de rive nord de la rivière Boulavyn, elle-même affluente de la rivière Krynka, puis du fleuve côtier Mious. Elle est accolée au nord-ouest à la ville de Ienakiieve, et fait partie de sa communauté urbaine. Elle se trouve à 38 km au nord-est de la ville de Donetsk.